# 张瑀 (足球运动员)
张瑀（1994年5月7日—），是一名中国足球运动员，现在效力于中超俱乐部长春亚泰，司职后卫。

## 俱乐部生涯
张瑀在北京国安梯队接受足球训练，2012年入选北京国安梯队球员组成的北京青年参加2012年中国足球乙级联赛。他是北京青年的主力中后卫，在2012赛季出场21次。2013年1月，张瑀被北京国安的新任主教练斯塔诺耶维奇提升进入一线队。